# Baccaurea
Baccaurea ist eine Pflanzengattung innerhalb der Familie der Phyllanthaceae. Die etwa 51 Baccaurea-Arten sind vom tropischen Asien bis China bis und zum südwestlichen Pazifik verbreitet. Die Früchte aller Arten können gegessen werden.

## Beschreibung

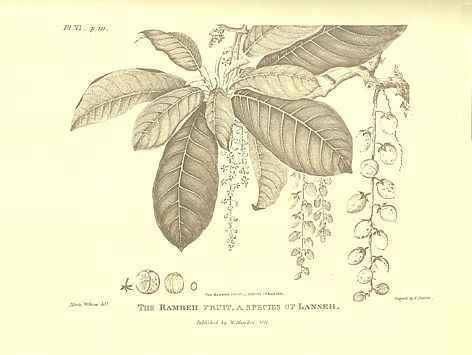
Illustration von Baccaurea motleyana

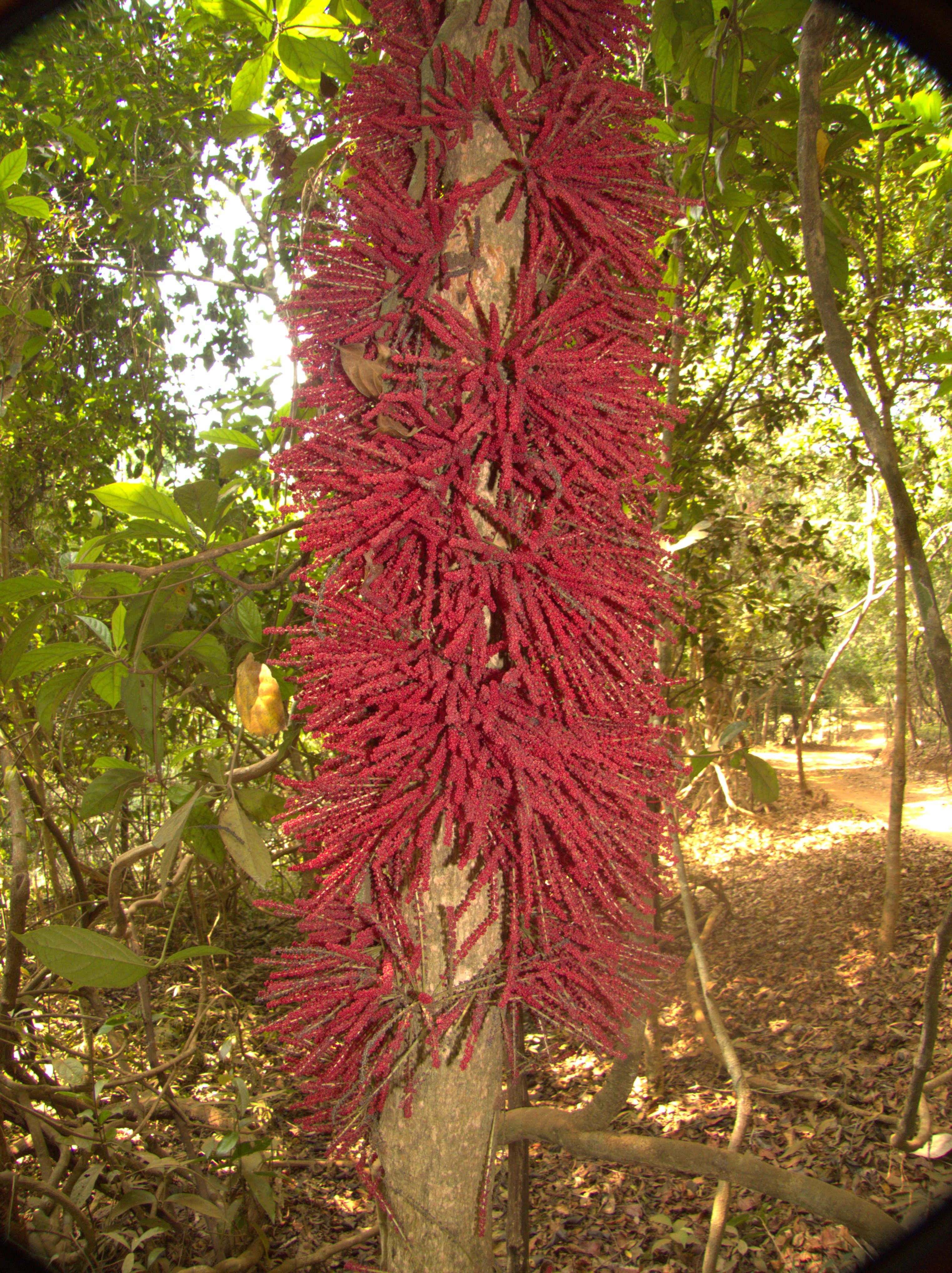
Blütenstände der kaulifloren Art Baccaurea courtallensis

### Vegetative Merkmale
Baccaurea-Arten wachsen als Sträucher oder Bäume. Das Indument besteht aus einfachen Haaren.
Die wechselständig und meist am oberen Ende der Zweige gehäuft angeordneten Laubblätter sind in Blattstiel und Blattspreite gegliedert. Die einfachen Blattspreiten besitzen einen glatten oder gekerbt-gesägten Blattrand und eine Fiedernervatur. Die Nebenblätter fallen früh ab.

### Generative Merkmale
Baccaurea-Arten sind zweihäusig getrenntgeschlechtig (diözisch). Viele Arten sind kauliflor. Bei manchen der kaulifloren und bei den anderen Arten enthalten die seitenständigen, hängenden, zusammengesetzten, ährenähnlichen oder traubenähnlichen rispigen Blütenstände viele Blüten.
Bei den eingeschlechtigen Blüten fehlen Kronblätter. Bei den männlichen Blüten sind die vier bis acht Kelchblätter meist ungleich sowie dachziegelartig überlappend (imbricat). Ein Diskus fehlt ihnen oder er ist kaum erkennbar drüsig zwischen die Staubblättern (dies wird manchmal als Staminodien interpretiert). Die Staubfäden sind frei. Die introrsen oder extrorsen Staubbeutel besitzen zwei Theken und öffnen sich mit einem Längsschlitz (longitudinal). Bei den männlichen Blüten ist rudimentär ein Stempel vorhanden, der meist flaumig behaart, abgeflacht, zweispaltig und am oberen Ende vergrößert ist. Bei den weiblichen Blüten sind die vier bis acht Kelchblätter größer als bei den männlichen und auf beiden Seiten flaumig behaart. Es ist bei ihnen kein Diskus vorhanden. Der zwei- oder drei-, selten bis zu fünfkammerige Fruchtknoten ist kürzer als die Kelchblätter. Je Fruchtknotenkammer sind zwei Samenanlagen vorhanden. Es sind zwei bis fünf sehr kurze Stempel vorhanden.
Als Früchte werden Beeren oder sich langsam fachspaltig (lokulizid) öffnende, fleischige Kapselfrüchte gebildet, die eiförmig, spindelförmig oder kugelig sind. Die Samen sind von einem essbaren Arillus umgeben. Das Endosperm ist fleischig oder dick. Der Embryo ist gekrümmt. Die Keimblätter (Kotyledonen) sind breit und abgeflacht.

## Systematik und Verbreitung
Die Gattung Baccaurea wurde 1790 durch João de Loureiro in Flora Cochinchinensis, Seite 641, 661. aufgestellt. Etymologisch setzt sich der Gattungsname Baccaurea aus den lateinischen Wörtern baca, bacca für Beere und aureus für goldgelb zusammen und bezieht sich auf die süßen Beeren. Synonyme für Baccaurea Lour. sind: Adenocrepis Blume, Calyptroon Miq., Coccomelia Reinw., Everettiodendron Merr., Gatnaia Gagnep., Hedycarpus Jack, Microsepala Miq., Pierardia Roxb..
Die Gattung Baccaurea gehört Tribus Scepeae Horan. in der Unterfamilie Antidesmatoideae Hurusawa innerhalb der Familie Phyllanthaceae.

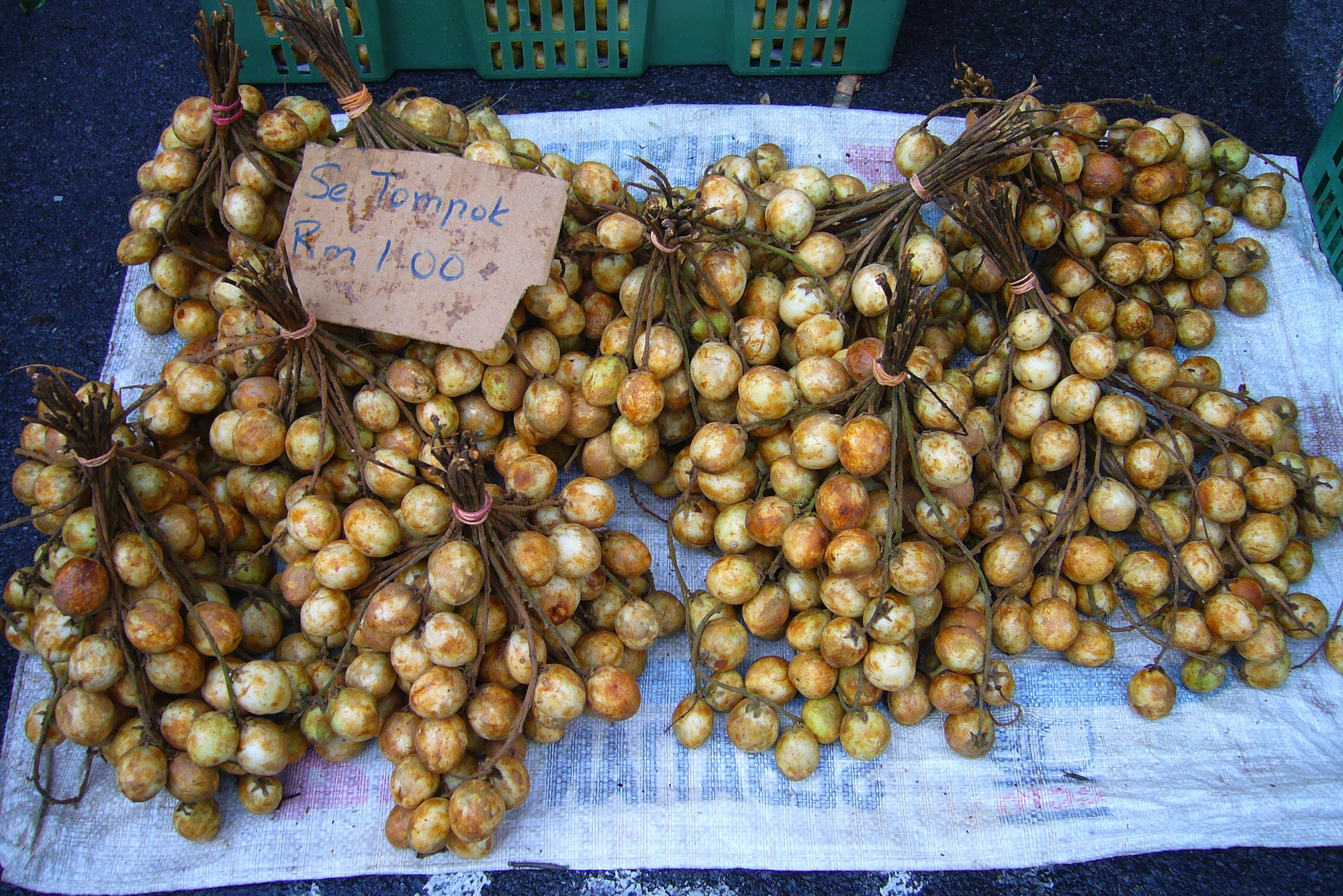
Fruchtstände von Baccaurea motleyana auf dem Markt

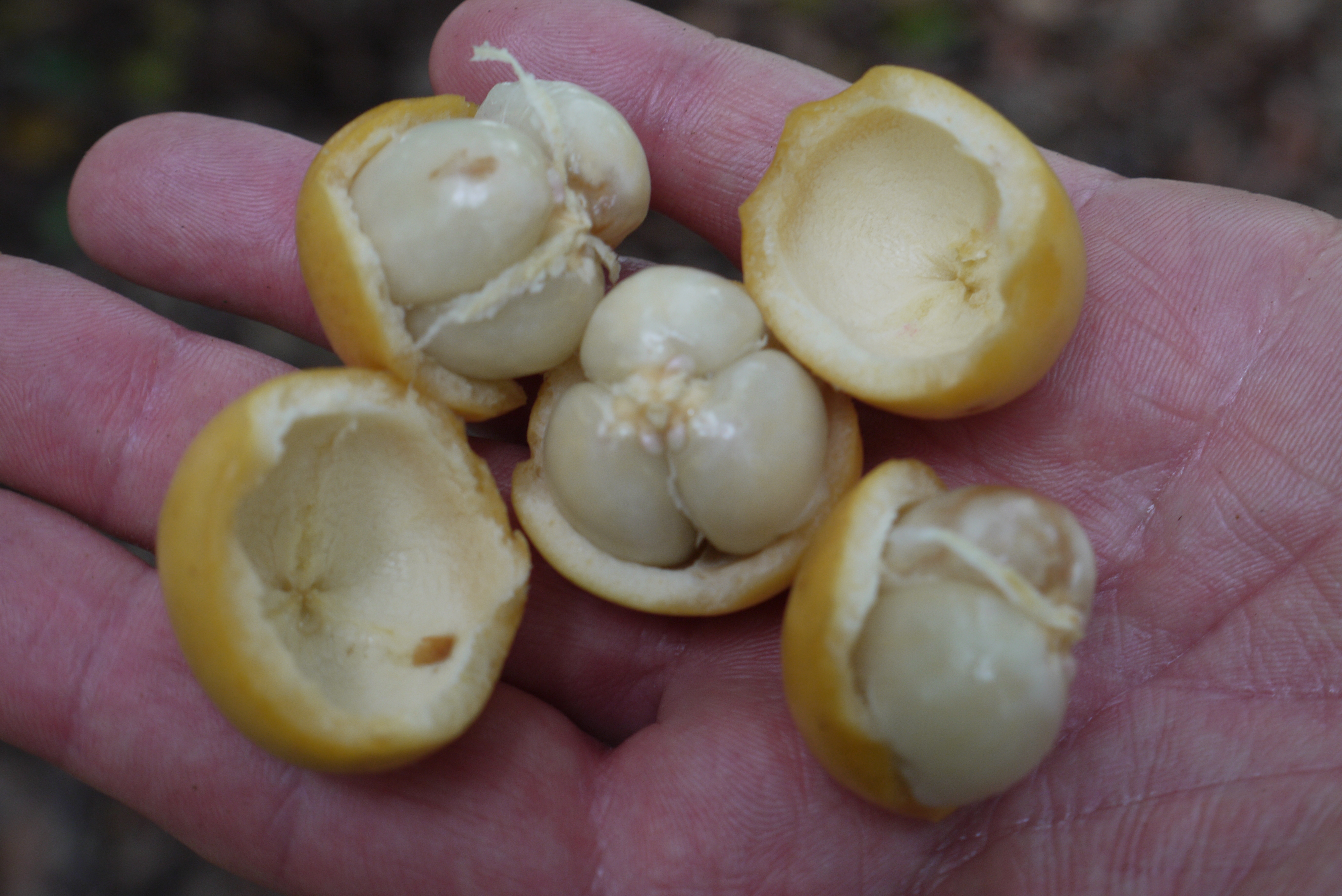
Geöffnete Frucht von Baccaurea motleyana

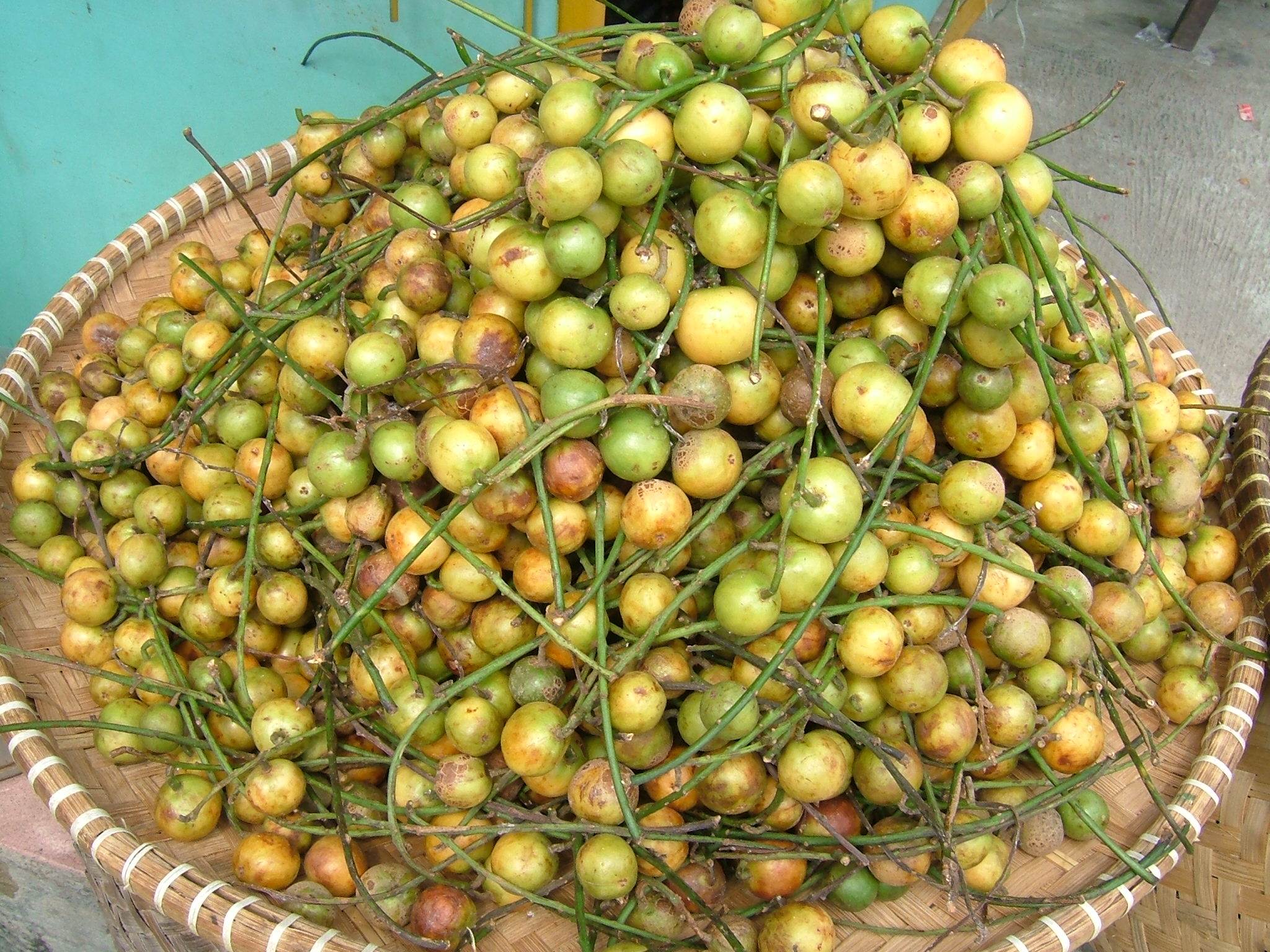
Menteng oder Kepundung (Baccaurea racemosa)

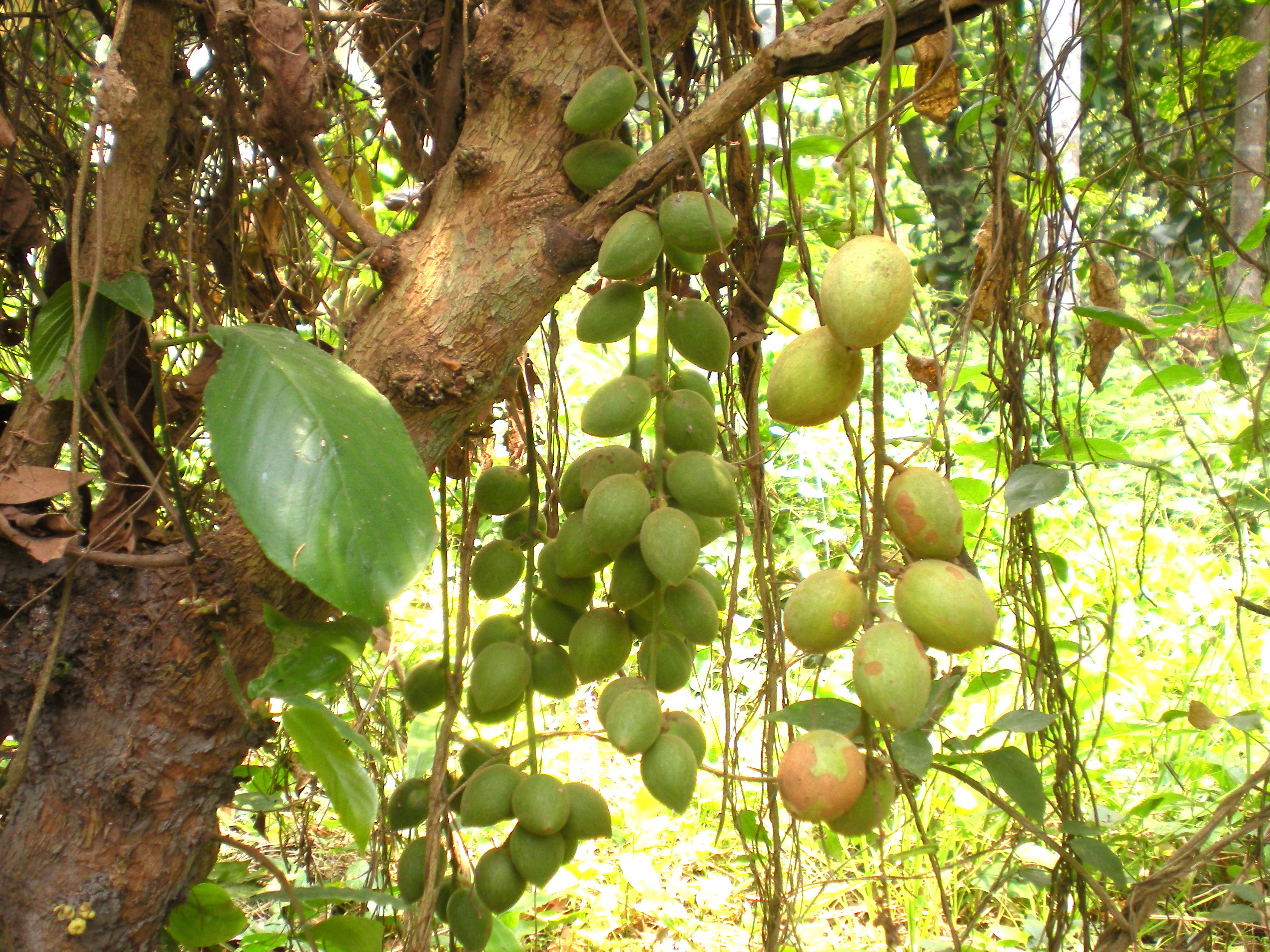
Baccaurea ramiflora oder Burmesische Trauben

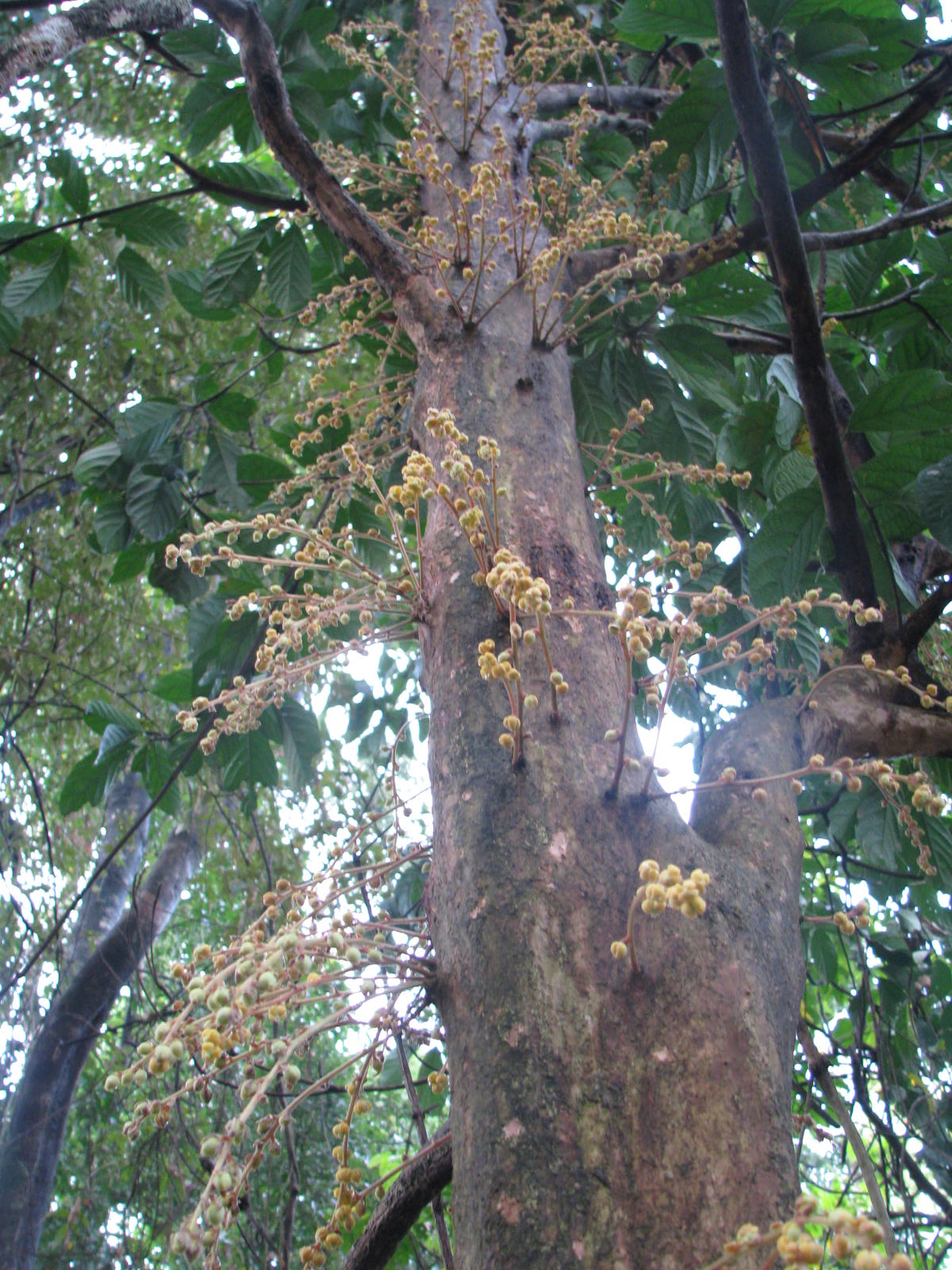
Kauliflorie am Stamm von Baccaurea sapida

Die Baccaurea-Arten sind vom tropischen Asien bis südlichen China über Malesien bis auf Inseln des südwestlichen Pazifik verbreitet.
Es gibt etwa 51 (bis 80) Baccaurea-Arten:
- Baccaurea airyshawii Chakrab. & M.Gangop.: Sie kommt auf der Malaiischen Halbinsel vor.[2]
- Baccaurea angulata Merr.: Sie kommt auf Borneo vor.[2]
- Baccaurea annamensis Gagnep. (Syn.: Baccaurea harmandii Gagnep.): Sie kommt in Laos und Vietnam vor.[2]
- Baccaurea bakeri Elmer ex Merr.: Sie kommt auf den Philippinen vor.[2]
- Baccaurea bracteata Müll.Arg. (Syn.: Baccaurea bracteata var. crassifolia (J.J.Sm.) Airy Shaw, Baccaurea crassifolia J.J.Sm.): Sie kommt in Kambodscha, Thailand und im westlichen Malesien vor.[2]
- Baccaurea brevipes Hook. f.: Sie kommt auf der Thailändischen Halbinsel und im westlichen Malesien vor.[2]
- Baccaurea carinata Haegens: Sie wurde 2000 aus dem nördlichen Neuguinea erstbeschrieben.[2]
- Baccaurea celebica Pax & K.Hoffm.: Sie kommt nur in Sulawesi vor.[2]
- Baccaurea costulata (Miq.) Müll.Arg.: Sie kommt im östlichen Sumatra (inklusive Bangka) und im nördlichen sowie westlichen Borneo vor.[2]
- Baccaurea courtallensis (Wight) Müll.Arg. (Syn.: Baccaurea macrostachya (Wight & Arn.) Hook. f.): Sie kommt in Indien sowie Sri Lanka vor.[2]
- Baccaurea dasystachya (Miq.) Müll.Arg.: Sie kommt in Sumatra vor.[2]
- Baccaurea deflexa Müll.Arg.: Sie kommt im westlichen Malesien vor.[2]
- Baccaurea dolichobotrys Merr.: Sie kommt auf Borneo vor.[2]
- Baccaurea dulcis (Jack) Müll.Arg. (Syn.: Baccaurea suvrae Chakrab. & M.Gangop.): Sie kommt auf Sumatra im westlichen Java vor.[2] Die Früchte sind essbar.
- Baccaurea edulis Merr.: Sie kommt auf Borneo vor.[2] Die Früchte sind essbar.
- Baccaurea henii Thin: Sie kommt in Vietnam vor.[2]
- Baccaurea javanica (Blume) Müll.Arg. (Syn.: Baccaurea acuminata (Miq.) Müll.Arg., Baccaurea leucodermis Hook. f. ex Ridl., Baccaurea minutiflora Müll.Arg., Baccaurea minahassae Koord., Baccaurea sanguinea J.J.Sm.): Sie kommt von den Nikobaren und Andamanen bis ins westliche sowie zentrale Malesien vor.[2]
- Baccaurea lanceolata (Miq.) Müll.Arg. (Syn.: Baccaurea glabriflora Pax & K.Hoffm., Baccaurea pyrrhodasya (Miq.) Müll.Arg.): Sie kommt von der Thailändischen Halbinsel bis Palawan vor.[2]
- Baccaurea macrocarpa (Miq.) Müll.Arg. (Syn.: Baccaurea borneensis (Müll.Arg.) Müll.Arg., Baccaurea griffithii Hook. f.): Sie kommt von der Thailändischen Halbinsel bis ins westliche Malesien vor.[2]
- Baccaurea macrophylla (Müll.Arg.) Müll.Arg. (Syn.: Baccaurea beccariana Pax & K.Hoffm.): Sie kommt von der Thailändischen Halbinsel bis ins westliche Malesien vor.[2]
- Baccaurea maingayi Hook. f.: Sie kommt auf der Malaiischen Halbinsel, in Borneo und auf Simeulue vor.[2]
- Baccaurea malayana (Jack) King ex Hook. f.: Sie kommt auf der Malaiischen Halbinsel und Sumatra vor.[2]
- Baccaurea microcarpa (Airy Shaw) Haegens (Syn.: Baccaurea nesophila var. microcarpa Airy Shaw): Den Rang einer Art hat sie 2000 erhalten. Dieser Endemit kommt nur im nordwestlichen Teil der vor dem östlichen Neuguinea gelegenen Insel Fergusson vor.[2]
- Baccaurea minor Hook. f. (Syn.: Baccaurea pendula Merr.): Sie kommt von der Thailändischen Halbinsel bis ins westliche Malesien vor.[2]
- Baccaurea mollis Haegens: Sie wurde 2000 erstbeschrieben. Sie kommt im westlichen Malesien vor.[2]
- Baccaurea motleyana (Müll.Arg.) Müll.Arg. (Syn.: Baccaurea pubescens Pax & K.Hoffm.): Sie kommt von der Thailändischen Halbinsel bis ins westliche Malesien vor.[2] Die Früchte sind essbar.
- Baccaurea multiflora Burck ex J.J.Sm.: Sie kommt auf Sumatra vor.[2]
- Baccaurea nanihua Merr. (Syn.: Baccaurea tristis Pax & K.Hoffm., Baccaurea nanihua var. oblongata J.J.Sm.): Sie kommt von Borneo bis Neuguinea vor.[2]
- Baccaurea nesophila Airy Shaw: Dieser Endemit kommt nur auf dem Louisiade-Archipel vor.[2]
- Baccaurea odoratissima Elmer (Syn.: Baccaurea membranacea Pax & K.Hoffm., Baccaurea trunciflora Merr.): Sie kommt in Borneo, Palawan und im nördlichen Sulawesi vor.[2]
- Baccaurea papuana F.M.Bailey (Syn.: Baccaurea montana Pax & K.Hoffm., Baccaurea plurilocularis J.J.Sm.): Sie kommt auf Neuguinea und im Bismarck-Archipel vor.[2]
- Baccaurea parviflora (Müll.Arg.) Müll.Arg. (Syn.: Baccaurea affinis Müll.Arg., Baccaurea rostrata Merr., Baccaurea scortechinii Hook. f., Baccaurea singaporica Pax & K.Hoffm.): Sie kommt vom südlichen Thailand bis ins westliche Malesien vor.[2]
- Baccaurea philippinensis (Merr.) Merr.: Sie kommt auf den Molukken und auf den Philippinen vor.[2]
- Baccaurea polyneura Hook. f. (Syn.: Baccaurea cordata Merr., Baccaurea hookeri Gage, Baccaurea kunstleri King ex Gage):  Sie kommt von der Thailändischen Halbinsel bis ins westliche Malesien vor.[2]
- Baccaurea ptychopyxis Airy Shaw (Syn.: Baccaurea parviflora var. ptychopyxis (Airy Shaw) Chakrab. & M.Gangop.): Sie kommt von Myanmar über die Thailändische Halbinsel bis Bangladesch vor.[2]
- Baccaurea pubera (Miq.) Müll.Arg. (Syn.: Baccaurea elmeri Merr., Baccaurea latifolia King ex Hook. f., Baccaurea puberula Merr.):  Sie kommt im westlichen sowie zentralen Malesien vor.[2]
- Baccaurea purpurea Haegens: Sie wurde 2000 aus Papua-Neuguinea erstbeschrieben.[2]
- Baccaurea pyriformis Gage (Syn.: Baccaurea platyphylla Pax & K.Hoffm., Baccaurea platyphylloides Pax & K.Hoffm., Baccaurea pubera var. tomentella Miq.):  Sie kommt im  westlichen sowie zentralen Malesien vor.[2]
- Baccaurea racemosa (Reinw. ex Blume) Müll.Arg. (Syn.: Baccaurea bhaswatii Chakrab. & M.Gangop., Baccaurea wallichii Hook. f.):  Sie kommt von der Thailändischen Halbinsel bis Malesien vor.[2] Die Früchte sind essbar.
- Baccaurea ramiflora Lour. (Syn.: Baccaurea cauliflora Lour., Baccaurea flaccida Müll.Arg., Baccaurea oxycarpa Gagnep., Baccaurea pierardi Wall., Baccaurea propinqua Müll.Arg., Baccaurea sapida (Roxb.) Müll.Arg., Baccaurea wrayi King ex Hook. f.): Sie kommt von Assam bis Hainan und der Malaiischen Halbinsel vor.[2] Die Früchte sind essbar.
- Baccaurea reniformis Chakrab. & M.Gangop.: Sie kommt auf der Malaiischen Halbinsel vor.[2]
- Baccaurea reticulata Hook. f.:  Sie kommt im westlichen Malesien vor.[2]
- Baccaurea sarawakensis Pax & K.Hoffm.: Sie kommt auf Borneo vor.[2]
- Baccaurea seemannii (Müll.Arg.) Müll.Arg. (Syn.: Baccaurea wilkesiana Müll.Arg.): Sie kommt nur auf den Fidschi-Inseln Viti Levu sowie Ovalau vor.[2]
- Baccaurea simaloerensis Haegens: Sie wurde 2000 erstbeschrieben. Dieser Endemit kommt nur auf der Insel Simeuluë vor.[2]
- Baccaurea sumatrana (Miq.) Müll.Arg. (Syn.: Baccaurea bivalvis Merr., Baccaurea kingii Gage):  Sie kommt von der Thailändischen Halbinsel bis ins westliche Malesien vor.[2]
- Baccaurea sylvestris Lour.: Sie kommt in Vietnam vor.[2]
- Baccaurea taitensis Müll.Arg. (Syn.: Baccaurea seemannii var. samoensis Christoph.): Sie kommt nur in Samoa vor.[2]
- Baccaurea tetrandra (Baill.) Müll.Arg. (Syn.: Baccaurea brevipedicellata Pax & K.Hoffm., Baccaurea stipulata J.J.Sm., Baccaurea terminaliifolia Elmer): Sie kommt auf den Molukken, auf den Philippinen und auf Borneo vor.[2]
- Baccaurea trigonocarpa Merr.: Sie kommt auf Borneo vor.[2]
- Baccaurea velutina (Ridl.) Ridl. (Syn.: Baccaurea reticulata var. velutina Ridl.): Sie kommt auf der Malaiischen Halbinsel vor.[2]

## Nutzung
Die Früchte aller Arten können gegessen werden. Dabei wird bei allen Arten der Arillus und bei einigen Arten das Perikarp gegessen. Die Früchte schmecken sauer bis süß.